# Spittal an der Drau
Spittal an der Drau là một thị trấn ở phía tây của bang Carinthia, Áo. Đây là trung tâm hành chính của huyện Spittal an der Drau, huyện lớn thứ hai của Áo theo diện tích (Bezirk).

## Địa lý

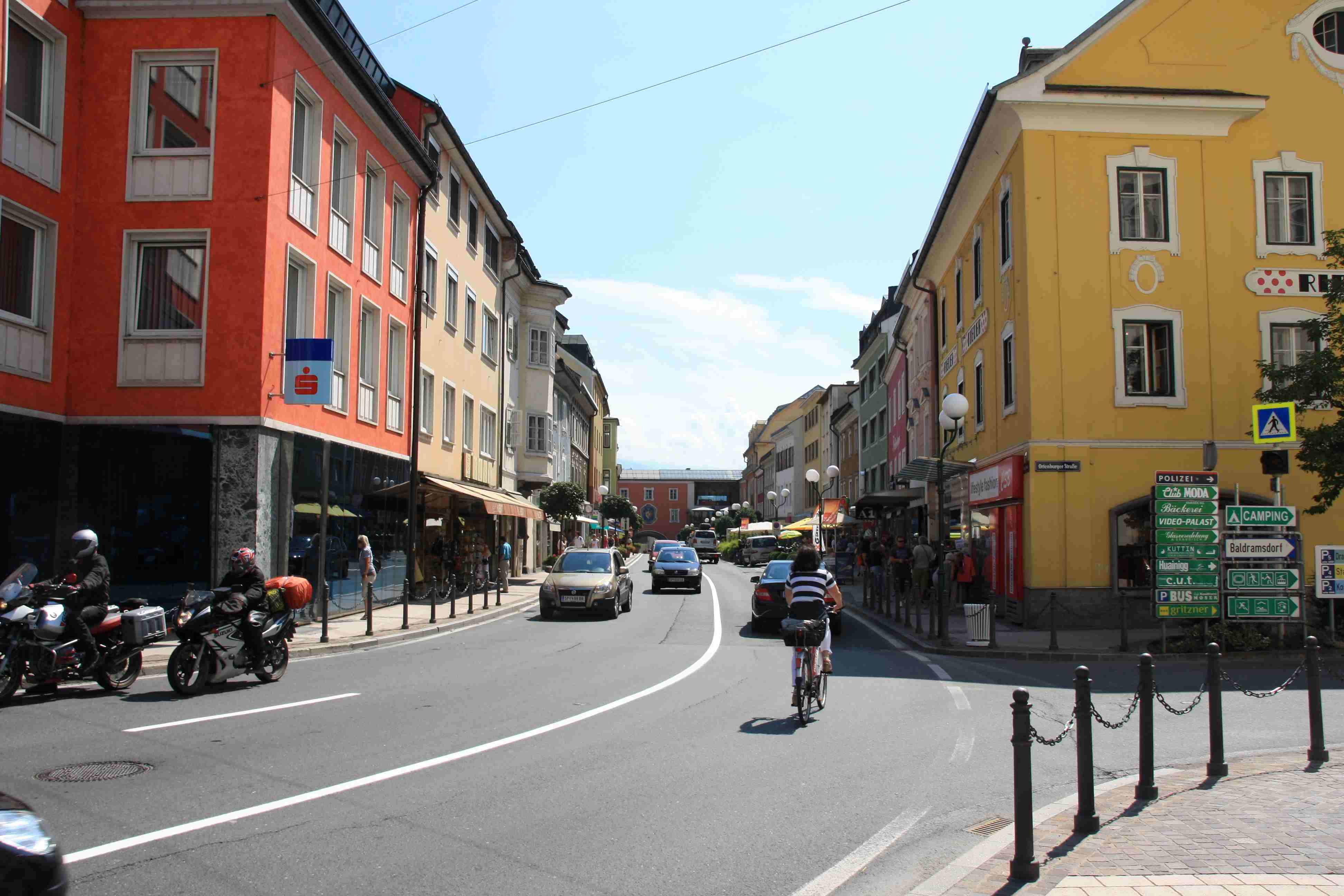
Quảng trường chính

Thị trấn nằm trên sườn phía nam của Gurktal Alps (núi Nock), giữa lưu vực Lurnfeld và thung lũng hạ sông Drau. Mặc dù mang tên sông Drau, trung tâm lịch sử của Spittal lại hình thành bên bờ con sông nhánh nhỏ Lieser, chảy vào Drau dưới chân núi Goldeck, một đỉnh núi thuộc Gailtal Alps nằm phía nam thị trấn. Đỉnh núi này có thể lên tới bằng cáp treo.
Khu vực hành chính của đô thị gồm bảy Katastralgemeinde: Amlach, Edling, Großegg, Molzbichl, Olsach, trung tâm Spittal, và St. Peter-Edling. Ở Großegg (sáp nhập năm 1973), địa giới Spittal mở rộng đến tận bờ nam của Hồ Millstatt.

## Lịch sử
Khu định cư lần đầu tiên được nhắc đến trong một văn kiện năm 1191 do Tổng giám mục Adalbert của Salzburg ban hành, khi các bá tước xứ Carinthia là Hermann I và Otto II của Ortenburg xây dựng một bệnh viện (Spittl) với nhà nguyện tại nơi con đường cổ dẫn đến Đèo Katschberg và Salzburg băng qua sông Lieser. Khu định cư liền kề được trao quyền chợ vào năm 1242. Cùng với các lãnh địa Ortenburg, Spittal năm 1418 được thừa kế bởi Bá tước Hermann II xứ Celje. Các bá tước Celje, được nâng lên thành Reichsgrafen trực thuộc đế quốc vào năm 1436, tuyệt tự khi Bá tước Ulrich II bị thủ hạ của László Hunyadi sát hại năm 1456. Sau đó hoàng đế Habsburg Frederick III, cũng là Công tước Carinthia, đã chiếm lãnh địa này.

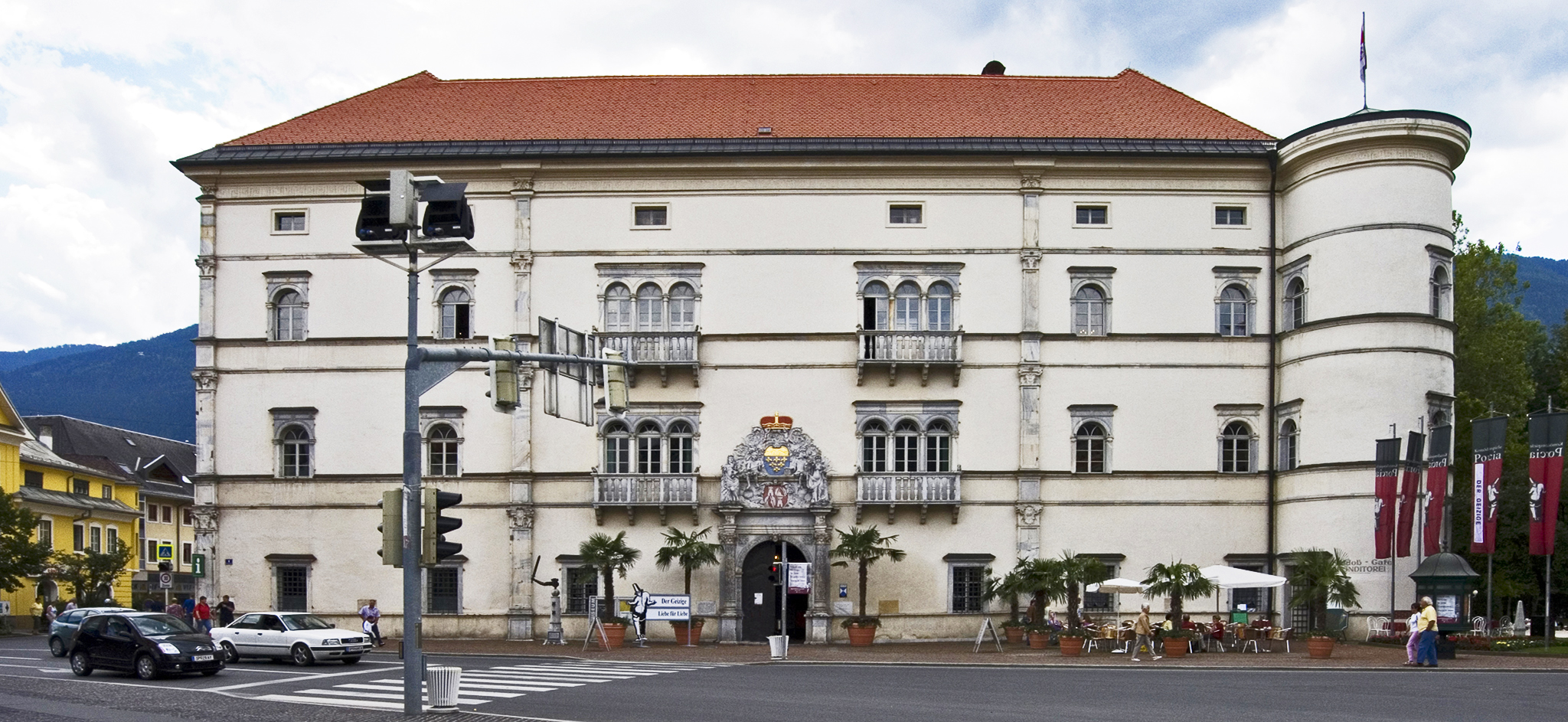
Lâu đài Porcia

Frederick đã trao cho dân quyền tự chọn thẩm phán và hội đồng. Tuy nhiên, Spittal và vùng phụ cận đã bị tàn phá bởi quân Thổ Nhĩ Kỳ năm 1478 và sau đó không lâu bị quân Hungary của vua Matthias Corvinus, đối thủ lâu năm của Frederick, chiếm đóng. Sau đó thị trấn còn bị tàn phá bởi cuộc khởi nghĩa nông dân và hai trận hỏa hoạn vào các năm 1522 và 1729, tình trạng suy thoái tiếp diễn cho đến năm 1524 khi Đại công tước Ferdinand I của Áo giao lại bá quốc Ortenburg cũ cho quản khố Gabriel von Salamanca (1489–1539).
Từ năm 1533, các bá tước Salamanca-Ortenburg cho xây dựng Lâu đài Porcia ở quảng trường chính làm nơi cư trú. Công trình theo phong cách palazzo Ý được xem là một trong những lâu đài Phục Hưng quan trọng nhất ở Áo. Họ cũng tái thiết bệnh viện Spittl ở bờ bên kia sông Lieser và nhà thờ giáo xứ Công giáo Đức Mẹ Truyền Tin phong cách Gothic muộn trên nền móng Romanesque thế kỷ 13. Năm 1662 Spittal được chuyển giao cho các bá tước Gorizia thuộc Porcia, chủ sở hữu Lâu đài Porcia cho đến năm 1918. Ngày nay lâu đài là nơi tổ chức lễ hội kịch hài hằng năm (Komödienspiele Porcia) và cũng là bảo tàng lịch sử địa phương. Năm 1537, dòng quý tộc Carinthia Khevenhüller xây dựng một dinh thự đối diện lâu đài, nay là tòa thị chính.
Năm 1797 Spittal bị quân Pháp bao vây trong Chiến tranh Liên minh thứ nhất, và năm 1809 cùng với Thượng Carinthia rơi vào tay các tỉnh Illyria của Pháp theo Hiệp ước Schönbrunn. Được trả lại Đế quốc Áo bởi Đại hội Viên năm 1815, nền kinh tế địa phương phát triển mạnh khi được kết nối với mạng lưới Đường sắt Nam Áo năm 1871. Trong các trận giao tranh dữ dội chống lại quân Nam Tư trước Trưng cầu dân ý Carinthia năm 1920, Spittal trong thời gian ngắn trở thành trụ sở tạm thời của chính quyền bang Carinthia, vốn đã rút khỏi Klagenfurt. Thị trấn chính thức được công nhận đặc quyền thị xã nhân dịp kỷ niệm mười năm vào năm 1930. Từ năm 1995, Spittl trở thành cơ sở của Fachhochschule Carinthia (Đại học Khoa học Ứng dụng) về kỹ thuật ("Technikum").

## Molzbichl
Phía đông thị trấn, trong thung lũng Drau là làng Molzbichl, nơi có tàn tích tu viện đầu tiên của Carinthia, được thành lập khoảng năm 780 bởi Công tước Tassilo III xứ Bavaria và bị bỏ hoang vào thế kỷ 10. Một bảo tàng nhỏ gần đó trưng bày nhiều hiện vật có nguồn gốc Carolingian. Nền móng nhà thờ tu viện vẫn còn thấy được ở phía nam nhà thờ giáo xứ hiện tại Thánh Tiburtius, nơi có bàn thờ với bia mộ La Mã của một phó tế Nonnosus, người qua đời tại đây năm 532.
Trên một sườn dốc phía trên thung lũng, đông bắc Molzbichl là Lâu đài Rothenthurn, vào thế kỷ 11 được gọi là "Tháp Đỏ" (Roter Turm), một lãnh địa phong kiến của các bá tước Ortenburg. Lâu đài hiện nay là một công trình thế kỷ 17 và hiện được sử dụng làm khách sạn.

## Chính trị

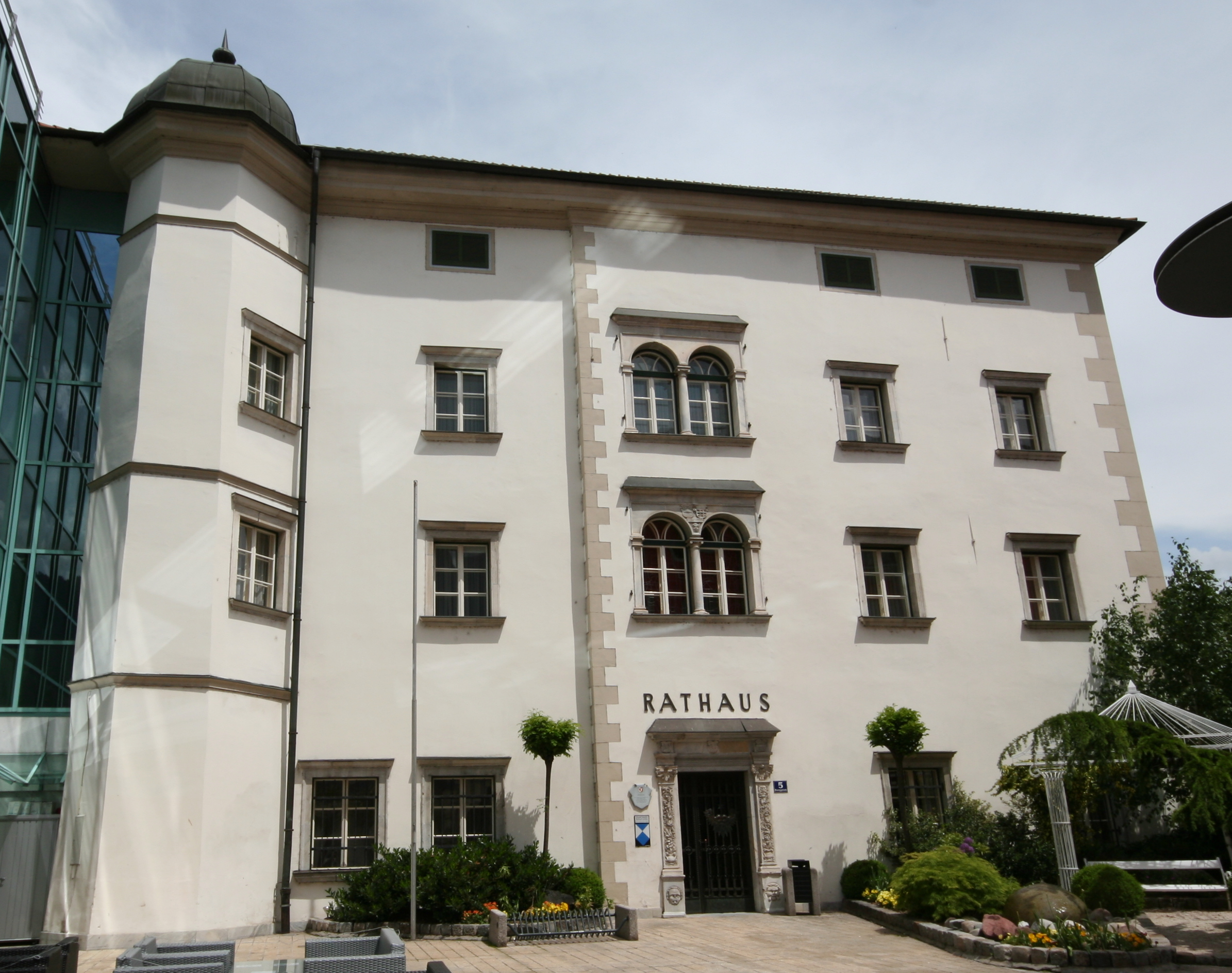
Tòa thị chính

Hội đồng thành phố (Gemeinderat) gồm 31 thành viên. Kể từ cuộc bầu cử địa phương năm 2021, thành phần các đảng như sau:
- Đảng Dân chủ Xã hội Áo (SPÖ): 10 ghế
- Team Carinthia - Gerhard Köfer (TK): 10 ghế
- Đảng Tự do Áo (FPÖ): 5 ghế
- Đảng Nhân dân Áo (ÖVP): 4 ghế
- NEOS - Nước Áo mới và Diễn đàn Tự do (NEOS): 1 ghế
- Đảng Xanh - Phong trào Xanh thay thế (GRÜNE): 1 ghế

Thị trưởng, Gerhard Köfer (TK), được bầu năm 2021, đánh bại đương nhiệm Gerhard Pirih (SPÖ).

## Nhân vật nổi bật

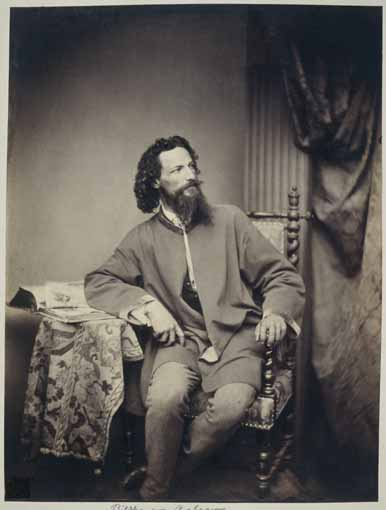
Hanns Gasser

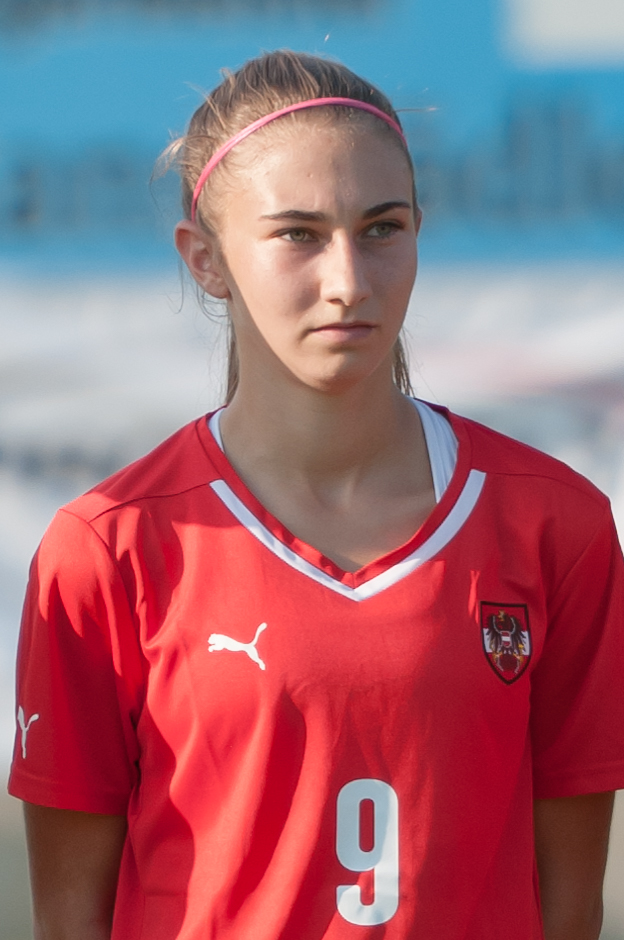
Katharina Naschenweng, 2015

- Virgil von Graben (thế kỷ 15 – 1507) quý tộc và hiệp sĩ, stadtholder của Lienz và Đông Tyrol, nhiếp chính và stadtholder của Tỉnh Gorizia (Görz).
- Rosina von Graben von Rain zu Sommeregg (thế kỷ 15 tại Sommeregg – 1534) quý tộc nữ thuộc Nhà Graben von Stein, một chi của vương triều Meinhardiner
- David Pacher (1816 tại Obervellach – 1902) linh mục và nhà thực vật học
- Hanns Gasser (1817 tại Eisentratten – 1868) họa sĩ và nhà điêu khắc
- Carl Gussenbauer (1842 tại Obervellach – 1903) bác sĩ phẫu thuật.[2]
- Gustav Weindorfer (1874 tại Spittal – 1932) nhà thực vật học nghiệp dư, chủ nhà nghỉ và người quảng bá Vườn quốc gia Cradle Mountain-Lake St Clair ở Tasmania, Úc
- Max Beier (1903 tại Spittal – 1979) nhà nhện học, côn trùng học gia và chuyên gia về bọ cạp giả
- Walter Zellot (1920 tại Spittal – 1942) phi công tiêm kích trong Chiến tranh thế giới thứ hai
- Herbert Haupt (sinh 1947 tại Seeboden) chính trị gia, chủ tịch đảng Đảng Tự do Áo, xuất thân là bác sĩ thú y

### Thể thao
- Eberhard Steinböck (sinh 1882 tại Spittal – 1970) xạ thủ thể thao, tham gia Thế vận hội Mùa hè 1912
- Hans Kary (sinh 1949 tại Spittal), cựu vận động viên quần vợt chuyên nghiệp
- Joachim Wendt (sinh 1962 tại Spittal) kiếm thủ, tham dự năm kỳ Thế vận hội Mùa hè liên tiếp từ 1984 đến 2000
- Roland Kaspitz (sinh 1981 tại Spittal) tiền đạo khúc côn cầu trên băng, thi đấu cho HDD Olimpija Ljubljana
- Thomas Morgenstern (sinh 1986 tại Spittal) cựu vận động viên nhảy trượt tuyết, thi đấu từ 2002 đến 2014 và giành ba huy chương vàng Olympic
- Lukas Gugganig (sinh 1995) cầu thủ bóng đá, đã thi đấu hơn 230 trận
- Katharina Naschenweng (sinh 1997 tại Spittal) cầu thủ bóng đá, thi đấu cho Bayern Munich và đã có 38 lần khoác áo Đội tuyển bóng đá nữ quốc gia Áo

## Giao thông
Thành phố có ga xe lửa trên tuyến Tauernbahn từ Villach đến Salzburg. Nó cũng nằm gần A10 Tauern Autobahn cũng như trên các tuyến quốc lộ B99 Katschberg-Straße dẫn đến Đèo Katschberg và B100 Drautal-Straße đến Lienz ở Đông Tyrol. Một cáp treo đưa lên núi Goldeck (2.142 m).

## Thành phố kết nghĩa
Spittal an der Drau kết nghĩa với:
- Löhne, Đức (1973)
- Pordenone, Ý (1987)
- Porcia, Ý (1987)
- Kočevje, Slovenia (2014)